# پاکو د لوسیا
فرانسیسکو سانچز گومز (اسپانیایی: Francisco Sánchez Gómez‎؛ ۲۱ دسامبر ۱۹۴۷ – ۲۵ فوریهٔ ۲۰۱۴) مشهور به پاکو دِ لوسیا (Paco de Lucía)، نوازنده چیره‌دست گیتار فلامنکو، آهنگساز و تهیه‌کننده موسیقی اسپانیایی بود. او یکی از پیشروان سبک نیو فلامنکو محسوب می‌شد و از اولین گیتاریست‌های فلامنکو بود که به موسیقی کلاسیک و جاز گرایش پیدا کرد. ریچارد چپمن و اریک کلپتون او را «چهره‌ای عظیم در جهان گیتار فلامنکو» توصیف کردند و دنیس کوستر، مؤلف، از او به‌عنوان «یکی از بزرگ‌ترین گیتاریست‌های تاریخ» یاد کرده است.
پاکو د لوسیا به خاطر اجرای سریع و روان تکنیک پیکادو (نوعی نواختن با انگشت) شناخته می‌شد. او استاد ایجاد کنتراست در موسیقی بود و اغلب تکنیک‌های پیکادو و راسگوادو (نوعی ضربه‌زنی در فلامنکو) را با نواختن‌های احساسی‌تر ترکیب می‌کرد. او همچنین با اضافه کردن آکوردهای انتزاعی و صداهای خاص متأثر از جاز به ساخته‌های خود، نوآوری‌هایی ارائه داد که نقشی کلیدی در تحول فلامنکوی سنتی و توسعه سبک‌های جدید فلامنکو و تلفیق جاز لاتین از دهه ۱۹۷۰ ایفا کردند. او برای آلبوم‌هایش با خواننده فلامنکو، کامارون د لا ایسلا، در دهه ۱۹۷۰ تحسین شد و با او ده آلبوم ضبط کرد که از مهم‌ترین و تاثیرگذارترین آثار در تاریخ فلامنکو به‌شمار می‌روند.
در سال ۱۹۸۱، پاکو د لوسیا گروه شش‌نفری پاکو د لوسیا (Paco de Lucía Sextet) را با برادرانش، خواننده پپه د لوسیا و گیتاریست رامون د آلخسیراس تشکیل داد. او همچنین با پیانیست جاز، چیک کوریا، در آلبوم سال ۱۹۹۰ همکاری کرد. او با گیتاریست خوآن د آنیلکا نیز در آلبوم Cositas Buenas همکاری کرد. پس از سال ۲۰۰۴، پاکو د لوسیا فعالیت‌های عمومی خود را به شدت کاهش داد و از اجراهای گسترده کنار گرفت. او به‌طور معمول تنها چند کنسرت در سال برگزار می‌کرد، عمدتاً در اسپانیا و آلمان و در جشنواره‌های اروپایی در طول ماه‌های تابستان.

## زندگی
پاکو در آلخسیراس واقع در کادیس اسپانیا متولد شد و چهار برادر بزرگ‌تر از خود داشت. همچنان‌که در آلخسیراس مرسوم است او و برادرش پپه د لوسیا (که خواننده و شاعر فلامنکو است) نام خانوادگی خود را برای احترام به مادرشان «لوسیا گومز» (به اسپانیایی: Lucía Gomes) به «د لوسیا» تغییر دادند.
پاکو د لوسیا پنج ساله بود که پدرش اولین گیتار را به او هدیه داد. خودش هم به او نوازندگی گیتار را آموخت و پاکو را به دنیای فلامنکو وارد کرد. پاکو د لوسیا در همان دوران کودکی روزی ده ساعت تمرین می‌کرد و جای تعجب نیست که اولین کنسرتش را در سن یازده سالگی اجرا کرد. اما چهره برجسته در آموزش او پدرش آنتونیو سانچز بود. پورن نویسنده بیوگرافی پاکو می‌گوید:
آنتونیو برای آنکه از پسرش بهترین گیتاریست فلامنکو تاریخ را بسازد یک طرح استادانه پی ریزی کرد.
پاکو پس از یک دوره آموزشی (۸–۱۹۵۲) اولین برنامه عمومی خود را در یک ایستگاه رادیویی در سال ۱۹۵۸ اجرا کرد؛ و در سال ۱۹۵۹ جایزه ویژه فستیوال بین‌المللی فلامنکو خرز دولا فرونترا را بدست آورد. در سال ۱۹۶۲ با همراهی صدای برادر خود پپه د لوسیا جایزه دیگری (در خرز) کسب نمود.
پاکو د لوسیا در سال ۱۹۶۳ گروه رقص و آواز خوزه گره کو را در خارج همراهی کرد. در نیویورک با سابیکاس و ماریو اسکودرو دیدار کرد اما قصد آن داشت که بخشی از مکتب گیتار نوازی نینو ریکاردو محسوب شود. پاکو به همراهی خانواده در سال ۱۹۶۴ به مادرید رفت. او در سال ۱۹۶۵ دو آلبوم با ریکاردو مودرگو- با تم‌های مشهوری از لورکا (شاعر بزرگ اسپانیایی)- وسه آلبوم نیز با برادر خود رامون د لوسیا ضبط کرد.
پدرش یک کلوب فلامنکو تأسیس کرد. در آنجا پاکو فرصت کرد تا صدای فوق‌العاده‌ترین خوانندگان فلامنکو رو بشنود. سپس با همراهی صدای فرناندو دیاز آلبوم ضبط نمود و بعد با پدر وایتورالده (ساکسفون نواز جاز) آلبوم دیگری را ارائه نمود.
پاکو در سال ۱۹۶۷ به سفری هنری رفت و در همان سال اولین آلبوم سولوی خود را ضبط کرد که در آن تأثیراتی از نینوریکاردو، سابیکاس و ماریو اسکودرو مشاهده می‌شود. فانتزیا فلامنکا که در سال ۱۹۶۹ ضبط گردید آغاز گر یک دوران پیروزمند و پر موفقیت برای پاکو بود و از آن پس انبوهی از رسیتالها و آلبوم‌های پر موفقیت یکی پس از دیگری ارائه شد.
نام او با قطعه Entre dos Aguas بر سر زبان‌ها افتاد. یکی دیگر از اجراهای معروف پاکو د لوسیا «کنسرت آرانخوئز»، اثر خواکین رودریگو است که برای ارکستر و گیتار ساخته شده است. پاکو در این اجرا با بداهه‌نوازی‌هایی شنیدنی رنگ و بویی تازه به این اثر مهم بخشید. پاکو د لوسیا در طی چندین دهه فعالیت هنری‌اش موفق شد، موسیقی فلامنکو و نوای گیتار فلامنکو را در سراسر دنیا به شهرت برساند و همچنین الهام‌بخش و تأثیرگذار چندین نسل از نوازندگان جوان گیتار فلامنکو باشد. او از سال ۱۹۶۵ که نخستین آلبومش را منتشر ساخت تا سال ۲۰۱۲ بیش از سی آلبوم به انتشار رساند.
پاکو تا سال ۱۹۹۱ قادر به خواندن نت نبود و چنان‌که در فیلم زندگی‌نامه‌اش گفته، به عنوان یک نوازندهٔ گیتار فلامنکو همیشه به ریتم در موسیقی‌اش اهمیت بیشتری می‌داده تا به درست به صدا درآوردن نت‌ها (چیزی که در نواختن گیتار کلاسیک بیشتر مورد توجه است).
پاکو در سال ۱۹۹۱ کنسرتو آرانخوئز اثر خواکین رودیگر را اجرا کرد که یکی از بهترین اجراهای این اثر بود.

## مرگ
پاکو در ۲۵ فوریه ۲۰۱۴ در مکزیک در حالی که تعطیلات خود را با خانواده‌اش می‌گذراند، بر اثر حمله قلبی در سن ۶۶ سالگی درگذشت.
خبر درگذشت او روز چهارشنبه (۲۶ فوریه/ ۷ اسفند) اعلام و توسط رامون سانچز، از اعضای نزدیک خانواده این نوازنده تأیید شد. خبرگزاری اسپانیایی EFE گزارش داد که پاکو د لوسیا به هنگامی که در ساحل کانکون مشغول بازی با فرزندانش بود ناگهان دچار حمله قلبی شد.

## میراث
پاکو د لوثیا به‌طور گسترده به عنوان برترین گیتاریست فلامنکو جهان شناخته می‌شد و بسیاری او را بزرگ‌ترین هنرمند موسیقی صادر شده از اسپانیا می‌دانستند. او به عنوان آهنگساز و به روش‌های دیگر تأثیر انقلابی بر موسیقی فلامنکو داشت. تأثیر او بر گیتار فلامنکو با تأثیر آندرس سگوبیا بر گیتار کلاسیک مقایسه شده است.

## جوایز
پاکو د لوسیا موفق به دریافت جوایز بسیاری شده است، که از آن جمله می‌توان به دریافت دکترای افتخاری از دانشگاه پلی‌فونیک شهر آلخسیراس. و دریافت دکترای افتخاری از کالج موسیقی برکلی در سال ۲۰۱۰ اشاره کرد.